# Jean Kambanda
Jean Kambanda (19 ottobre 1955) è un politico e criminale ruandese.

## Biografia
Direttore dell'Unione delle Banche Popolari di Ruanda dal maggio 1989 all'aprile 1994, Kambanda è stato vicepresidente del Movimento Democratico Repubblicano e diventò primo ministro "ad interim" il 9 aprile 1994, due giorni dopo l'attentato contro l'aereo del presidente Juvénal Habyarimana. Rimase in carica fino al luglio dello stesso anno.
Durante il suo governo si svolsero alcuni eventi drammatici relativi al genocidio del Ruanda: in particolare, furono commessi svariati crimini ai danni della popolazione di etnia Tutsi. Nel luglio del 1997 è stato arrestato a Nairobi e sottoposto al giudizio del Tribunale penale internazionale per il Ruanda, che il 16 ottobre successivo lo accusò di genocidio, partecipazione morale alla programmazione del genocidio, incitamento diretto e pubblico a commettere il genocidio, complicità nel genocidio e crimini contro l'umanità (assassinio e sterminio).
Il 4 settembre 1998 arrivò la sentenza: Kambanda venne riconosciuto colpevole di tutti i capi di imputazione ed è stato condannato all'ergastolo. Era dal 1948, dai tempi cioè del processo di Norimberga, che non venivano emesse condanne per genocidio. 
In seguito, Kambanda ha ricusato le sue confessioni e ha presentato ricorso presso la camera d'appello dell'ICTR, che il 19 settembre 2000 è stato respinto. Attualmente sconta la sua pena nel penitenziario di Bamako, nel Mali.